# Peperomia fraseri
Peperomia fraseri är en pepparväxtart som beskrevs av C. Dc.. Peperomia fraseri ingår i släktet peperomior, och familjen pepparväxter. Inga underarter finns listade i Catalogue of Life.